# LIFE Factory Microgrid

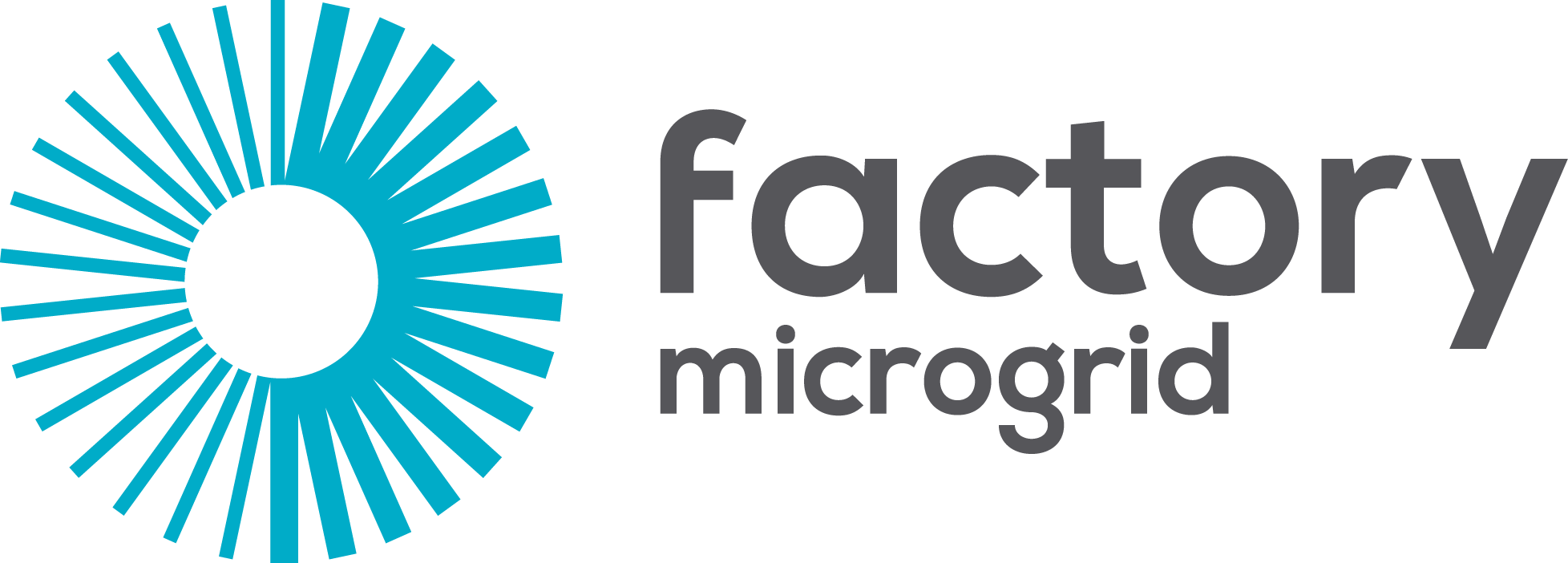
Logotipo LIFE Factory Microgrid

Factory Microgrid es un proyecto de demostración cofinanciado por el programa LIFE LIFE + 2013 de la Comisión Europea y cuyo origen puede explicarse dentro del marco del reto 20-20-20 de la Unión Europea en cuanto a reducción de emisiones de CO2 y consumo energético. Más concretamente, el proyecto se enmarca dentro de la línea de acción “Desarrollo de prácticas innovadoras para la gestión de redes inteligentes en un contexto de alta producción descentralizada de renovables”. «Factory Microgrid». Archivado desde el original el 28 de enero de 2016. Consultado el 20 de enero de 2016. «Su principal objetivo es demostrar, a través de la implantación de una microrred industrial inteligente a tamaño real, que las microrredes pueden convertirse en una de las soluciones más adecuadas para la generación y gestión energética de fábricas que quieren minimizar su impacto medioambiental.» Además, a nivel nacional es una de las primeras experiencias en cuanto a la incorporación de una microrred en una planta industrial con integración de la gestión de una flota de vehículos eléctricos. Factory Microgrid se desarrollará entre julio de 2014 y junio de 2017 y supone una inversión que ronda los 2 millones de euros, de los cuales aproximadamente el 50% será financiado por el programa LIFE+. Los socios del proyecto son la Jofemar y el Centro Centro Nacional de Energías Renovables - CENER.
¿Qué es una microrred, red inteligente o smartgrid? «Smart grids». «Smart grids are energy networks that can automatically monitor energy flows and adjust to changes in energy supply and demand accordingly.»

## Sección 1 - Objetivos y resultados esperados

### Sección 1.1 - Objetivos específicos
- Implementar una innovadora microrred industrial en un entorno real con alta penetración de renovables que integrará:
  - Un aerogenerador  de 120 kW y 40 kW de fotovoltaica  en cubierta.
  - 500 kWh de Batería de flujo Zn-Br, 120 kWh de baterías Pb y 40 kWh de baterías ion-litio.
  - Flota de 6 vehículos eléctricos.
  - 6 puntos de recarga V2G y un punto de recarga rápida de 50 kW.

- Ensayar y validar estrategias de gestión de la energía para maximizar el uso de renovables gestionando el almacenaje y las cargas despachables.

- Transferir el conocimiento adquirido a los grupos de interés mediante divulgación específica.,,,,,,,,,[4][5][6][7][6][8][9][10][11][12]

### Sección 1.2 - Resultados esperados
- Ensayar y validar diferentes estrategias de gestión de la energía.
- Generar 160.000 kWh libres de gases de efecto invernadero al año.
- Reducir en 96 Tm las emisiones de CO2 gracias a la gestión de cargas despachables y a la utilización de vehículos eléctricos.
- Reducir el consumo de energía pico y las pérdidas energéticas por transporte y distribución.
- Mayor estabilidad de la red.

## Sección 2 - Principales beneficios medioambientales
- Potenciar e incentivar el uso de las energías renovables, reduciendo las emisiones de CO2.
- Reducir picos de consumo de potencia y proporcionar servicios auxiliares. De esta forma, se incrementa la fiabilidad de las redes y se reduce la necesidad de generación de capacidad de reserva en el sistema eléctrico.
- Disminución del consumo eléctrico debido al establecimiento de cargas gestionables y, por consiguiente, de las emisiones de CO2.
- Reducir el uso de terreno.
- Reducir las pérdidas por transmisión y distribución.
- El uso de transporte eléctrico es especialmente beneficioso cuando la electricidad proviene de orígenes de bajas emisiones de CO2.

## Sección 3 - Sobre LIFE
El programa LIFE  es el instrumento financiero de la Unión Europea dedicado al medioambiente y a la acción por el clima. Su objetivo es catalizar los cambios en el desarrollo y la aplicación de las políticas mediante la aportación de soluciones y mejores prácticas para lograr los objetivos medioambientales y climáticos y la promoción de tecnologías innovadoras en materia de medio ambiente y cambio climático.